# Палау-сато
Пала́у-сато́ (кат. Palau-sator, вимова літературною каталанською [pəłáw sə'to]) - муніципалітет, розташований в Автономній області Каталонія, в Іспанії. Код муніципалітету за номенклатурою Інституту статистики Каталонії - 171215. Знаходиться у районі (кумарці) Баш-Ампурда (коди району - 10 та BM) провінції Жирона, згідно з новою адміністративною реформою перебуватиме у складі Баґарії (округи) Жирона. 

## Назва муніципалітету
Назва муніципалітету походить від лат. palatĭu - "житло, палац".

## Населення
Населення міста (у 2007 р.) становить 289 осіб (з них менше 14 років - 9%, від 15 до 64 - 66,8%, понад 65 років - 24,2%). У 2006 р. народжуваність склала 6 осіб, смертність - 3 особи, зареєстровано 0 шлюбів. У 2001 р. активне населення становило 143 особи, з них безробітних - 1 особа.

Серед осіб, які проживали на території міста у 2001 р., 259 народилися в Каталонії (з них 203 особи у тому самому районі, або кумарці), 13 осіб приїхало з інших областей Іспанії, а 11 осіб приїхало з-за кордону. 

Вищу освіту має 13,5% усього населення. 

У 2001 р. нараховувалося 104 домогосподарства (з них 30,8% складалися з однієї особи, 21,2% з двох осіб,14,4% з 3 осіб, 19,2% з 4 осіб, 9,6% з 5 осіб, 2,9% з 6 осіб, 1,9% з 7 осіб, 0% з 8 осіб і 0% з 9 і більше осіб).

Активне населення міста у 2001 р. працювало у таких сферах діяльності : у сільському господарстві - 21,1%, у промисловості - 13,4%, на будівництві - 9,2% і у сфері обслуговування - 56,3%. 

 У муніципалітеті або у власному районі (кумарці) працює 116 осіб, поза районом - 71 особа.

### Безробіття
У 2007 р. нараховувалося 8 безробітних (у 2006 р. - 4 безробітних), з них чоловіки становили 37,5%, а жінки - 62,5%.

## Економіка

### Підприємства міста

#### Промислові підприємства
| \| Промислові підприємства міста, за сферою діяльності \| Промислові підприємства міста, за сферою діяльності \| Промислові підприємства міста, за сферою діяльності \| \| Рік \| 2002 р. \| 2001 р. \| \| --------------------------------------------------- \| --------------------------------------------------- \| --------------------------------------------------- \| \| Енергетичні та водні ресурси \| 16,7% \| 14,3% \| \| Хімія та метали \| 33,3% \| 42,9% \| \| Переробка металів \| 33,3% \| 28,6% \| \| Продукти харчування \| 0% \| 0% \| \| Текстиль \| 0% \| 0% \| \| Виробництво меблів, видання \| 16,7% \| 14,3% \| \| Інше \| 0% \| 0% \| \| Усього підприємств \| 6 \| 7 \| |         |         |
| Промислові підприємства міста, за сферою діяльності |         |         |
| Рік | 2002 р. | 2001 р. |
| Енергетичні та водні ресурси | 16,7%   | 14,3%   |
| Хімія та метали | 33,3%   | 42,9%   |
| Переробка металів | 33,3%   | 28,6%   |
| Продукти харчування | 0%      | 0%      |
| Текстиль | 0%      | 0%      |
| Виробництво меблів, видання | 16,7%   | 14,3%   |
| Інше | 0%      | 0%      |
| Усього підприємств | 6       | 7       |

#### Роздрібна торгівля
| \| Підприємства роздрібної торгівлі міста, за сферою діяльності \| Підприємства роздрібної торгівлі міста, за сферою діяльності \| Підприємства роздрібної торгівлі міста, за сферою діяльності \| \| Рік \| 2002 р. \| 2001 р. \| \| ------------------------------------------------------------ \| ------------------------------------------------------------ \| ------------------------------------------------------------ \| \| Продукти харчування \| 50% \| 40% \| \| Одяг та взуття \| 0% \| 0% \| \| Товари для дому \| 0% \| 0% \| \| Книги та періодичні видання \| 0% \| 0% \| \| Промислова хімічна продукція \| 0% \| 20% \| \| Продукція, пов'язана з транспортними засобами \| 0% \| 0% \| \| Інше \| 50% \| 40% \| \| Усього підприємств \| 4 \| 5 \| |         |         |
| Підприємства роздрібної торгівлі міста, за сферою діяльності |         |         |
| Рік | 2002 р. | 2001 р. |
| Продукти харчування | 50%     | 40%     |
| Одяг та взуття | 0%      | 0%      |
| Товари для дому | 0%      | 0%      |
| Книги та періодичні видання | 0%      | 0%      |
| Промислова хімічна продукція | 0%      | 20%     |
| Продукція, пов'язана з транспортними засобами | 0%      | 0%      |
| Інше | 50%     | 40%     |
| Усього підприємств | 4       | 5       |

#### Сфера послуг
| \| Підприємства міста, що працюють у сфері послуг, за діяльністю \| Підприємства міста, що працюють у сфері послуг, за діяльністю \| Підприємства міста, що працюють у сфері послуг, за діяльністю \| \| Рік \| 2002 р. \| 2001 р. \| \| ------------------------------------------------------------- \| ------------------------------------------------------------- \| ------------------------------------------------------------- \| \| Гуртова торгівля \| 5,6% \| 7,1% \| \| Готелі та готельний бізнес \| 55,6% \| 71,4% \| \| Транспорт та зв'язок \| 5,6% \| 0% \| \| Посередницькі фінансові послуги \| 0% \| 0% \| \| Послуги підприємствам \| 0% \| 0% \| \| Послуги фізичним особам \| 27,8% \| 21,4% \| \| Нерухомість та ін. \| 5,6% \| 0% \| \| Усього підприємств \| 18 \| 14 \| |         |         |
| Підприємства міста, що працюють у сфері послуг, за діяльністю |         |         |
| Рік | 2002 р. | 2001 р. |
| Гуртова торгівля | 5,6%    | 7,1%    |
| Готелі та готельний бізнес | 55,6%   | 71,4%   |
| Транспорт та зв'язок | 5,6%    | 0%      |
| Посередницькі фінансові послуги | 0%      | 0%      |
| Послуги підприємствам | 0%      | 0%      |
| Послуги фізичним особам | 27,8%   | 21,4%   |
| Нерухомість та ін. | 5,6%    | 0%      |
| Усього підприємств | 18      | 14      |

## Житловий фонд
У 2001 р. 7,8% усіх родин (домогосподарств) мали житло метражем до 59 м2, 18,4% - від 60 до 89 м2, 26,2% - від 90 до 119 м2 і
47,6% - понад 120 м2.

З усіх будівель у 2001 р. 22,7% було одноповерховими, 54,1% - двоповерховими, 23,3
% - триповерховими, 0% - чотириповерховими, 0% - п'ятиповерховими, 0% - шестиповерховими,
0% - семиповерховими, 0% - з вісьмома та більше поверхами.

## Автопарк
| \| Автомобілі, зареєстровані у місті, за призначенням \| Автомобілі, зареєстровані у місті, за призначенням \| Автомобілі, зареєстровані у місті, за призначенням \| \| Рік \| 2006 р. \| 2005 р. \| \| -------------------------------------------------- \| -------------------------------------------------- \| -------------------------------------------------- \| \| Приватні автомобілі \| 58,6% \| 61,9% \| \| Мотоцикли \| 13,7% \| 11,9% \| \| Вантажівки \| 25,3% \| 24,5% \| \| Трактори \| 0% \| 0% \| \| Автобуси та ін. \| 2,4% \| 1,6% \| \| Усього автомобілів \| 336 шт. \| 318 шт. \| |         |         |
| Автомобілі, зареєстровані у місті, за призначенням |         |         |
| Рік | 2006 р. | 2005 р. |
| Приватні автомобілі | 58,6%   | 61,9%   |
| Мотоцикли | 13,7%   | 11,9%   |
| Вантажівки | 25,3%   | 24,5%   |
| Трактори | 0%      | 0%      |
| Автобуси та ін. | 2,4%    | 1,6%    |
| Усього автомобілів | 336 шт. | 318 шт. |

## Вживання каталанської мови
У 2001 р. каталанську мову у місті розуміли 99,3% усього населення (у 1996 р. - 100%), вміли говорити нею 97,5% (у 1996 р. - 
99,3%), вміли читати 92,2% (у 1996 р. - 93,6%), вміли писати 66,5
% (у 1996 р. - 65%). Не розуміли каталанської мови 0,7%.

## Політичні уподобання
У виборах до Парламенту Каталонії у 2006 р. взяло участь 158 осіб (у 2003 р. - 184 особи). Голоси за політичні сили розподілилися таким чином:
| \| Вибори до Парламенту Каталонії \| Вибори до Парламенту Каталонії \| Вибори до Парламенту Каталонії \| \| Рік \| 2006 р. \| 2003 р. \| \| -------------------------------------- \| ------------------------------ \| ------------------------------ \| \| Конвергенція та Єднання (CiU) \| 47,5% \| 43,5% \| \| Соціалістична партія Каталонії (PSC) \| 8,2% \| 8,2% \| \| Народна партія (PP) \| 2,5% \| 7,1% \| \| Ініціатива за Каталонію — Зелені (ICV) \| 0% \| 1,6% \| \| Республіканська лівиця Каталонії (ERC) \| 38% \| 38% \| \| Громадяни — Громадянська партія (C's) \| 1,3% \| 0% \| \| Інші \| 2,5% \| 1,6% \| |         |         |
| Вибори до Парламенту Каталонії |         |         |
| Рік | 2006 р. | 2003 р. |
| Конвергенція та Єднання (CiU) | 47,5%   | 43,5%   |
| Соціалістична партія Каталонії (PSC) | 8,2%    | 8,2%    |
| Народна партія (PP) | 2,5%    | 7,1%    |
| Ініціатива за Каталонію — Зелені (ICV) | 0%      | 1,6%    |
| Республіканська лівиця Каталонії (ERC) | 38%     | 38%     |
| Громадяни — Громадянська партія (C's) | 1,3%    | 0%      |
| Інші | 2,5%    | 1,6%    |

У муніципальних виборах у 2007 р. взяло участь 160 осіб (у 2003 р. - 200 осіб). Голоси за політичні сили розподілилися таким чином:
| \| Муніципальні вибори \| Муніципальні вибори \| Муніципальні вибори \| \| Рік \| 2007 р. \| 2003 р. \| \| -------------------------------------- \| ------------------- \| ------------------- \| \| Конвергенція та Єднання (CiU) \| 0% \| 40,5% \| \| Соціалістична партія Каталонії (PSC) \| 0% \| 0% \| \| Народна партія (PP) \| 0% \| 0% \| \| Ініціатива за Каталонію — Зелені (ICV) \| 0% \| 0% \| \| Республіканська лівиця Каталонії (ERC) \| 100% \| 59,5% \| \| Громадяни — Громадянська партія (C's) \| 0% \| 0% \| \| Інші \| 0% \| 0% \| |         |         |
| Муніципальні вибори |         |         |
| Рік | 2007 р. | 2003 р. |
| Конвергенція та Єднання (CiU) | 0%      | 40,5%   |
| Соціалістична партія Каталонії (PSC) | 0%      | 0%      |
| Народна партія (PP) | 0%      | 0%      |
| Ініціатива за Каталонію — Зелені (ICV) | 0%      | 0%      |
| Республіканська лівиця Каталонії (ERC) | 100%    | 59,5%   |
| Громадяни — Громадянська партія (C's) | 0%      | 0%      |
| Інші | 0%      | 0%      |